# Danuta Kubik
Danuta Aniela Kubik (ur. 1 czerwca 1934 w Bestwinie) – polska polityk, posłanka na Sejm PRL IX kadencji.

## Życiorys
W 1952 skończyła Technikum Finansowe w Bielsku-Białej. W latach 1952–1955 referent w Walcowni Metali w Czechowicach-Dziedzicach w dziale zbytu, a od 1955 do 1965 księgowa w Powszechnej Spółdzielni Spożywców „Społem” w Czechowicach-Dziedzicach. Od 1976 kierowniczka działu kadr w Zakładzie Zaopatrzenia Rolnictwa Wojewódzkiego Związku Spółdzielni Rolniczych w Bielsku-Białej. Prezes Gminnego Komitetu Zjednoczonego Stronnictwa Ludowego, sekretarz Koła Gospodyń Wiejskich i zastępca przewodniczącego Gminnej Rady Patriotycznego Ruchu Odrodzenia Narodowego. W latach 1985–1989 pełniła mandat posłanki na Sejm PRL IX kadencji w okręgu Tychy z ramienia ZSL. Zasiadała w Komisji Rynku Wewnętrznego i Usług. Zainicjowała budowę szkoły w Bestwince. W okresie III RP przewodnicząca koła Polskiego Stronnictwa Ludowego w gminie Bestwina. Przez wiele lat była radną tej gminy (w 2010 nie uzyskała reelekcji).
W 1984 otrzymała Złoty Krzyż Zasługi. Została też odznaczona Złotą Odznaką „Zasłużony w Rozwoju Województwa Katowickiego”.